# Alexander Scheuer
Alexander Scheuer (* 1968 in Aachen) ist deutscher Rechtsanwalt und bei der Deutschen Telekom AG verantwortlich für Medienpolitik & Medienregulierung. Er war von 2000 bis 2013 Geschäftsführer des Instituts für Europäisches Medienrecht (EMR) in Saarbrücken/Brüssel.

## Leben
Scheuer studierte Rechtswissenschaften an der Universität des Saarlandes und der Katholieke Universität Leuven in Belgien. 1994 absolvierte er am Europa-Institut, Sektion Rechtswissenschaft, der Universität des Saarlandes den Aufbaustudiengang „Europäische Integration“. Von 1994 bis 1995 hatte er zusätzlich die Position als stellvertretender Geschäftsführer am Europa-Institut inne. In der Zeit von 1994 bis 1996 war er Rechtsreferendar am Saarländischen Oberlandesgericht. 1996 wurde er Wissenschaftlicher Mitarbeiter und stellvertretender Geschäftsführer des Instituts für Europäisches Medienrecht e. V. (EMR), von September 2000 bis Juni 2013 war er dessen Geschäftsführer und in dieser Funktion auch Mitglied im Direktorium des Instituts. Er wurde im Jahr 2000 als Rechtsanwalt zugelassen.  Seit Juli 2013 ist er fachlich verantwortlicher Mitarbeiter im Bereich Medienpolitik und Medienregulierung bei der Deutschen Telekom, Bonn.
Scheuer war von 2001 bis 2013 Mitglied im Beratenden Ausschuss der Europäischen Audiovisuellen Informationsstelle (EAI) in Straßburg, er gehört seit 1998 dem Redaktionsausschuss der „IRIS – Rechtliche Rundschau“ an. Im Jahr 2004 wurde er in das Kuratorium der Freiwilligen Selbstkontrolle Fernsehen e.V. (FSF) in Berlin berufen, dessen Stellvertretender Vorsitzender er von 2013 bis 2016 war. Von 2012 bis 2013 wirkte er in dem beim Bundesjugendministerium eingerichteten Zentrum für Kinderschutz im Internet (I-KiZ) mit. 2017 wurde er von der Beauftragten der Bundesregierung für Kultur und Medien (BKM) in den Verwaltungsrat der Filmförderungsanstalt des Bundes (FFA) berufen, er vertritt dort die Verbände Anga, bitkom und eco.
Er hält regelmäßig Vorträge zum nationalen und europäischen Medien-, Telekommunikations-, Jugendschutz- und Urheberrecht bzw. nimmt an entsprechenden Paneldiskussionen teil. Häufig moderierte er Podiumsrunden zu diesen Themen, u. a. im Rahmen von Medienexpertenseminaren verschiedener EU-Ratspräsidentschaften, und war als Autor und Herausgeber von Veröffentlichungen u. a. zu den genannten Rechtsgebieten aktiv. Scheuer ist Mitherausgeber und Autor des englischsprachigen Kommentars „European Media Law“, war von 1999 an Mitautor des Kommentars zu den EU-Verträgen und gehörte bis 2013 der Schriftleitung der EMR-Schriftenreihe an, deren Bände er zum Teil mitherausgegeben hat.

## Mitgliedschaften
- Seit 1999 Mitglied des EMR
- Seit 1998 Mitglied des Redaktionsausschusses der IRIS – Rechtliche Rundschau der EAI
- Von 2004 bis 2016 Mitglied, ab 2013 stv. Vorsitzender des Kuratoriums der FSF
- 2012–2013 Mitglied im I-KiZ beim Bundesjugendministerium
- Seit 2013 Mitglied des EMR-Forschungsbeirates
- Seit 2017 Mitglied im Verwaltungsrat der FFA

## Veröffentlichungen (Auszug)
- Der Zugang zur digitalen Satellitenverbreitung, Digitalisierung und Fernsehen ohne Grenzen, Gutachten im Auftrag der Gemeinsamen Stelle Digitaler Zugang der Direktorenkonferenz der Landesmedienanstalten (mit Alexander Roßnagel, Werner Sosalla, Thomas Kleist). Schriftenreihe der Landesmedienanstalten, Band 28, Vistas Verlag, Berlin 2003, ISBN 3-89158-376-1.
- Technical Bottlenecks, Vertically-integrated Markets and New Forms of Media Concentration?. Und: Digital Television Glossary (mit Michael Knopp). In: Europäische Audiovisuelle Informationsstelle (Hrsg.), IRIS Spezial 2004, Regulating Access to Digital Television, Strasbourg 2004, ISBN 92-871-5402-3.
- Sport im Spiegel des europäischen Medienrechts, I und II (mit Peter Strothmann). IRIS plus 2004-4 (PDF (Memento vom 26. Mai 2004 im Internet Archive)) und 2004-6 (PDF (Memento vom 6. Dezember 2004 im Internet Archive))
- Klärung von Grundsatzfragen – Die EU überprüft die Finanzierung des öffentlich-rechtlichen Rundfunks (mit Thomas Kleist). In: Funk-Korrespondenz, Nr. 10, 11. März 2005.
- Kulturquoten im Rundfunk (mit Simon Osterwalder, Alexander Rossnagel, Rolf H. Weber, Sonnia Wüst). Schriftenreihe des Instituts für Europäisches Medienrecht (EMR), Band 31, Nomos Verlagsgesellschaft, Baden-Baden 2006, ISBN 3-8329-1964-3.
- Sind Publikumskontakte geeignet, um Meinungseinfluss festzustellen und vorherrschende Meinungsmacht zu beurteilen? Gibt es Alternativen? In: KEK (Hrsg.), Medienrelevante verwandte Märkte in der rundfunkrechtlichen Konzentrationskontrolle, DLM-Schriftenreihe Band 35, Vistas Verlag, Berlin 2006.
- Audiovisuelle Medien ohne Grenzen. Und: Neue Regelungen für audiovisuelle Mediendienste – Vorschriften zu Werbung und Jugendschutz und ihre Anwendung in den Mitgliedstaaten, (jeweils mit Thomas Kleist). In: MultiMedia und Recht (MMR) 3/2006, S. 127 ff. bzw. MMR 4/2006, S. 206 ff.
- Traditional paradigms for new services? – The Commission Proposal for a „Audiovisual Media Services Directive“. In: Communications & Strategies, No. 62 (2nd quarter 2006), pp. 71 et seq.
- Umsetzung und Überwachung – Wahrung des Allgemeininteresses gegenüber kommerziellen Kommunikationen. In: EAI (Hrsg.), Audiovisuelle Mediendienste ohne Grenzen, IRIS Spezial, Straßburg 2006, ISBN 978-92-871-6117-8.
- Public service broadcasting and the European Union – From "Amsterdam" to Altmark": the discussion on EU state aid regulation, (mit Thomas Kleist). In: Nissen, C.S. (Hrsg.), Making a Difference: Public Service Broadcasting in the European Media Landscape, Eastleigh 2006.
- Die Reform der Regulierung elektronischer Medien in Europa – Dargestellt am Beispiel der EG, Belgiens, Deutschlands, Frankreichs, Italiens und des Vereinigten Königreichs (mit Alexander Rossnagel, Thomas Kleist). Schriftenreihe Medienforschung der LfM, Band 53, Vistas Verlag, Berlin 2007, ISBN 978-3-89158-445-3.
- Fortschritte in der Diskussion um Must-Offer? Zur Exklusivität in Medien und Kommunikation (mit Sebastian M. Schweda). IRIS plus 2008-10, Straßburg 2008 (PDF (Memento vom 13. Februar 2009 im Internet Archive))
- Co-Herausgeberschaft sowie Kommentierungen zu Art. 3 TwFD/Art. 4 AVMSD; Art. 3a TwFD/Art. 14 AVMSD; Art. 15 AVMSD; Art. 12 TwFD/Art. 9 AVMSD; Art. 18-20 TwFD/Art. 23-26 AVMSD; Art. 23-23a TwFD/Art. 28-29 AVMSD, Art. 24-27 TwFD/Art. 31-36 AVMSD (z. T. mit Co-Autoren: Thorsten Ader, Julian Oberndörfer, Carmen Palzer, Max Schoenthal). In: Oliver Castendyk, Egbert Dommering, Alexander Scheuer (eds) „European Media Law“, Kluwer Law International, Alphen a/d Rijn 2008, ISBN 978-90-411-2347-3.
- Sicherung der Interoperabilität als Ziel der Regulierung der Rundfunkübertragung – Studie im Auftrag des Bundesministeriums für Wirtschaft und Technologie (mit Klaus Merkel, Alexander Roßnagel, Sebastian M. Schweda). Bonn/München/Saarbrücken 2009, http://www.bmwi.de/DE/Mediathek/Publikationen/publikationen-archiv,did=303108.html
- Wettbewerb beim Netzbetrieb: Voraussetzung für eine lebendige Rundfunkentwicklung. (mit Alexander Rossnagel, Thomas Kleist). Schriftenreihe der Landesmedienanstalten, Band 42, Vistas Verlag Berlin 2009, ISBN 978-3-89158-514-6.
- Informationsvermittler in der Pflicht?! – Verantwortlichkeit und Haftung bei Presse, Rundfunk und Internet. Kurzstudie im Auftrag der Friedrich-Ebert-Stiftung (mit Martin Kuhr). In: FES (Hrsg.), EU-Medienpolitik, Band 6, Berlin 2009, ISBN 978-3-86872-076-1.
- Poldergeist – Vertrauen und Verantwortung im niederländischen Jugendmedienschutzsystem. In: FSF (Hrsg.), tv diskurs: „Kijkwijzer – Das System der Selbstklassifizierung in den Niederlanden“, 2009 (Heft, S. 32 ff).
- Das Beihilfe-Risiko – Die Haushaltsabgabe und das EU-Recht (mit Thomas Kleist). In: epd medien, Nr. 28 vom 14. April 2010, S. 3–7.
- Die neue Architektur des Jugendmedienschutzes – Zur Novelle des JMStV (mit Thomas Kleist). In: Bernd Holznagel, Ingrid Scheithauer, Wolfgang Thaenert (Hrsg.), Vom Bau des digitalen Hauses – Festschrift für Norbert Schneider, Vistas Verlag, Berlin 2010, ISBN 978-3-89158-538-2.
- Frisst die Konvergenz ihre Kinder? – Zur Fortschreibung des Jugendschutzes in Rundfunk und Telemedien. In: FSF (Hrsg.), tv diskurs: „Kompetent im Netz – Wie gehen Kinder mit Internetwerbung um?“, 2010 (Heft 3).
- Europäisches und nationales Medienrecht im Dialog – Recht, Politik, Kultur, Technik, Nutzung (hrsg. mit Thomas Kleist, Alexander Roßnagel). Schriftenreihe des Instituts für Europäisches Medienrecht (EMR), Band 40, Nomos Verlagsgesellschaft, Baden-Baden 2010, ISBN 978-3-8329-6241-8.
- Arbeitnehmerfreizügigkeit und Niederlassungsfreiheit. In: Carl Otto Lenz/Klaus-Dieter Borschardt (Hrsg.), „Kommentar zu den EU-Verträgen“, 5. Aufl. 2010, Bundesanzeiger Verlag, Bonn, ISBN 978-3-89817-702-3.
- Deutschland: Ausgewählte Regulierungsaspekte kommerzieller Kommunikationen in audiovisuellen Abrufdiensten. In: EAI (Hrsg.), Die Regulierung audiovisueller Abrufdienste: Chaos oder Kohärenz, IRIS Spezial, Straßburg 2011, ISBN 978-92-871-7302-7.
- Der Schutz personenbezogener Daten und die Medien (mit Sebastian M. Schweda). In: EAI (Hrsg.) Die Grenzen der Nutzung persönlicher Daten, IRIS plus 2011-6, Straßburg 2011, ISBN 978-92-871-7394-2.
- Konvergenz als Herausforderung für Medien- und Netzpolitik (mit Wolfgang Kopf). In: Winfried Engel, Norbert Holzer, Stephan Ory (Hrsg.), „Evolution der Medien - Das Ringen um Kontinuität“, Festschrift zu Ehren von Professor Wolfgang Thaenert, Baden-Baden 2013, ISBN 978-3-8487-1046-1.